# Anthaxia constricticollis
Anthaxia constricticollis es una especie de escarabajo del género Anthaxia, familia Buprestidae. Fue descrita científicamente por Bílý en 2008.